# Deutzia aspera
Deutzia aspera är en hortensiaväxtart som beskrevs av Alfred Rehder. Deutzia aspera ingår i släktet deutzior, och familjen hortensiaväxter. Inga underarter finns listade i Catalogue of Life.